# امیرمهدی جانملکی
امیرمهدی جانملکی (زادهٔ ۱۲ بهمن ۱۳۷۷ در تهران) بازیکن فوتبال اهل ایران است که در پست مدافع میانی بازی می‌کند.

## دوران باشگاهی

### نساجی مازندران
وی در سال ۹۹ با عقد قراردادی ۲ ساله به نساجی مازندران پیوست. در ابتدای حضور وی در نساحی فرصت چنداتی نصیب او نمی‌شد ولی با حضور ساکت الهامی روی نیمکت نساجی مازندران او به یکی از بازیکنان ثابت این تیم تبدیل شد و با بازی خوب خود به محبوبیت خاصی بین هواداران نساجی دست پیدا کرد

## زندگی شخصی
وی نوهٔ عزت جانملکی، بازیکن سابق تاج تهران است.

## افتخارات
نساجی مازندران
- جام حذفی (۱): ۰۱–۱۴۰۰